# 亚历山大·汉密尔顿
亚历山大·汉密尔顿（英語：Alexander Hamilton，1755或1757年1月11日—1804年7月12日），美国财政学家、军事将领、开国元勋、政治哲学家，美国宪法起草人之一、第一任美国财政部长。他是美国宪法重要的解释者和推动者，也是国家金融体系、联邦党、美国海岸警卫队和纽约邮报的创始人。他与本杰明·富兰克林、乔治·华盛顿、约翰·亚当斯、托马斯·杰斐逊、詹姆斯·麦迪逊、约翰·杰伊一起被称为美国建国国父。
汉密尔顿自幼生长在西印度群島的尼维斯的查尔斯敦，是非婚生子女。他小时候成了孤儿，被一个富裕的商人收留。十几岁时，他被送往纽约接受教育。美国独立战争的开始时，他在民兵组织中扮演了早期角色。他组织了一个炮兵队，并担任其指挥官。1777年，他成为华盛顿将军的高级助手，协助华盛顿起草了大量的文件和信件，并因为掌握熟练的法语在协调大陆军与前来增援的法军的工作中发挥了重要的作用。深得信赖。1781年，汉密尔顿在约克镇战役中发挥重要作用，被视为英雄。
独立战争结束后，美国通过费城制宪会议，建立了美利坚合众国。在乔治·华盛顿第一任总统期间，他成为美国第一任财政部长，在华盛顿政府行政部门里，汉密尔顿是经济政策主要构思者。他在联邦政府主导联邦政府接管各州债务、建立国家银行、关税制度以及（重建）与英国的友好贸易关系等各项事务。他的愿景包括由一个强有力的行政部门领导的强大中央政府、强大的商业经济、支持制造业的国家银行以及强大的军队。因为他的观点有大批支持者，所以他和约翰·亚当斯于1789年创立了联邦党，并成为该党的领袖，与由主张维护州权、维护农业主义和小政府的托马斯·杰斐逊、詹姆斯·麦迪逊领导的民主共和党成为竞争对手，成为美国两党制雏形。
汉密尔顿虽然推崇英国政制，但是强调建立一个强力的联邦政府，并成功说服他人，宪法的“默示权力”（Implied powers）赋予了政府发行国债、承担国家债务与创立美国政府所有的银行的权力。以此为据，他开征入口关税，后来更开征备受争议的威士忌消费税。1794年，他又协助华盛顿平息了为抗税由西部农民发起的威士忌暴动。
1795年卸任财政部长之后，他回到纽约从事法律工作。然而作为联邦党领袖他仍然参与政治事务，并在亚当斯内阁中有巨大影响力。
1798年，汉密尔顿在XYZ事件后动员军队，对抗法国，并被任命为一支新军的指挥官。美法短暂冲突虽然在海上进行得十分激烈，却从未正式宣战。最后，总统约翰·亚当斯寻得了避免战争的外交解决方案。
后来他与亚当斯政见不合，使得后者在1800年美国总统选举中落败。当副总统托马斯·杰斐逊与阿龙·伯尔角逐总统时，他因为私人恩怨帮助杰斐逊击败伯尔，使得杰斐逊当选总统，伯尔当选副总统。在他与亚当斯决裂后，他在党内只有几个支持者。1804年，副总统阿龙·伯尔竞选纽约州州长，汉密尔顿表示反对。
1804年7月11日，伯尔和汉密尔顿进行决斗，最终伯尔开枪击中了汉密尔顿，汉密尔顿受到重伤并在隔天去世。

## 家世与童少年时代

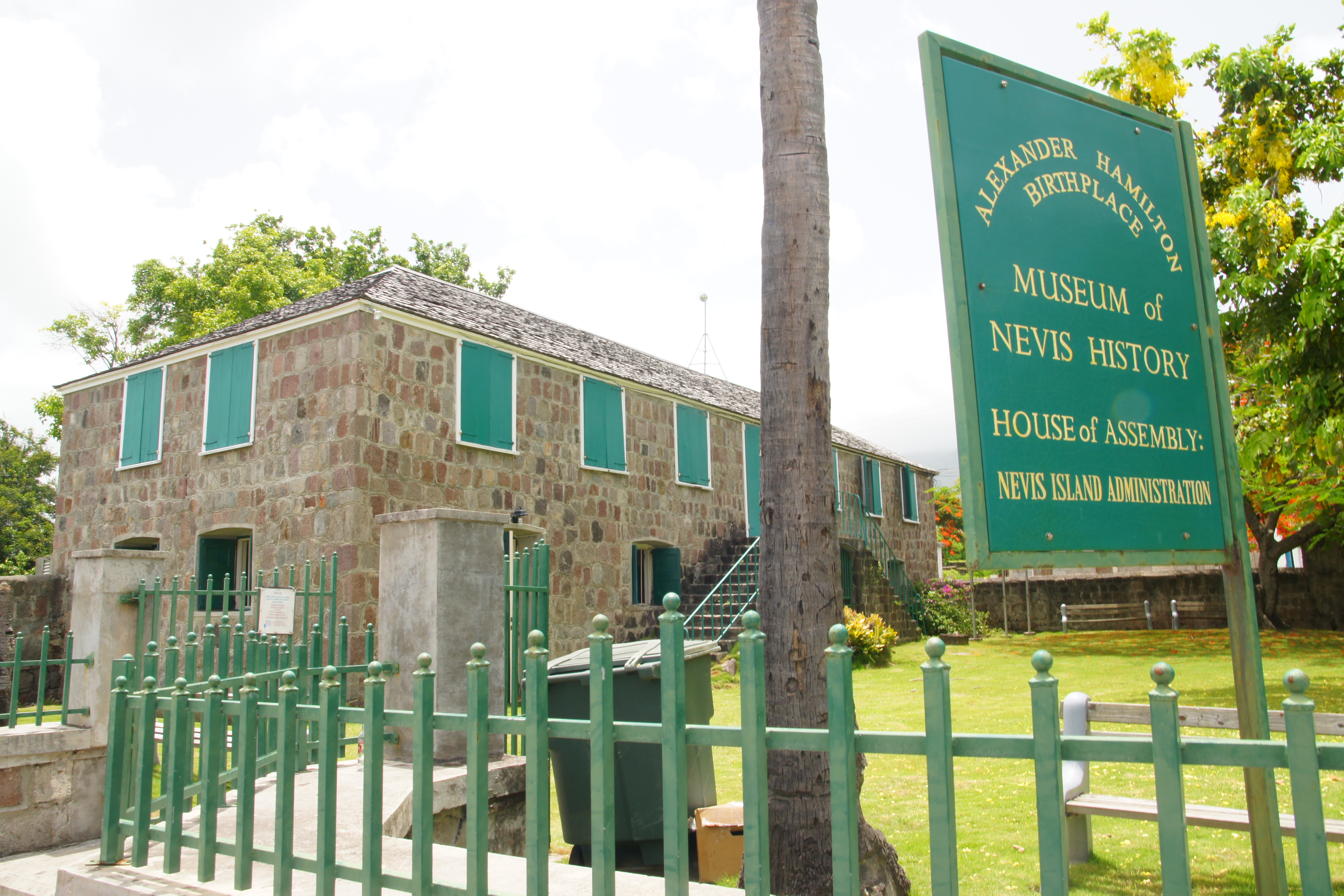
尼维斯岛上的汉密尔顿故居（重建）

汉密尔顿的外祖父是一个法国加尔文教教徒和医师，在南特赦令被废除后来到尼维斯，汉密尔顿的母亲蕾切尔·福西特是他七个孩子中的第六个。汉密尔顿的父亲詹姆斯·汉密尔顿出生于苏格兰格拉斯哥，是苏格兰贵族的后裔，其家族可以一直完整地追溯到14世纪。汉密尔顿的祖父老亚历山大·汉密尔顿是格拉斯哥埃尔郡史蒂文斯顿教区的领主。詹姆斯·汉密尔顿没有受过正规教育，在哥哥的赞助下来到圣基茨岛进行蔗糖贸易。
汉密尔顿的母亲为逃避第一次婚姻离开尼维斯，来到圣基茨岛，并在那里遇到詹姆斯·汉密尔顿。因为当时的离婚手续极其繁琐，所以到汉密尔顿出生为止（关于汉密尔顿的出生年说法不一，成年后他和家人的陈述之中，他的出生年份大多被认为是1755年，但是在汉密尔顿去美洲以前的一些文章与文件之中，他的出生年份却被写作1757年），其母亲并未与第一任丈夫履行过合法的离婚手续，所以汉密尔顿的父母不存在法律意义上的婚姻关系，因此汉密尔顿和他的哥哥小詹姆斯·汉密尔顿实际上都是非婚生子女。这一身份在后来被汉密尔顿的政敌用于进行人身攻击。
汉密尔顿幼时在家附近的犹太学校接受了最早的教育，1764年，汉密尔顿随父母移居圣克罗伊岛上的克里斯琴斯特德，但是之后，他父亲却突然离开了汉密尔顿母子，原因不详。1767年，汉密尔顿母子几乎同时罹患恶疾，汉密尔顿的母亲不幸去世，汉密尔顿则在母亲死后逐渐病愈。两年后，被指定为汉密尔顿兄弟监护人的表兄彼得·莱顿又自杀身亡，汉密尔顿兄弟彻底成为孤儿。母亲本来就不多的财产全都被她的法定丈夫拿走。身无分文的兄弟俩分别被两个家庭收养，从此骨肉分离。后来，好心的亲戚把他母亲留下的34本书买下来给了汉密尔顿。凭着这34本书，少年的汉密尔顿把自己带进古希腊、古罗马的哲学和文学的世界，他的自学能力超出了人们的想象。
母亲死后，14岁的汉密尔顿开始在纽约商人所开的商行之中担任职员，这家贸易行主要跟纽约和新英格兰做生意。当时，欧洲所有国家的货币在西印度群岛都能流通，汉密尔顿每天根据汇率，把二十几种货币的货价换算得分毫不差。后来，有三个月的时间，贸易行的主人去纽约办事，竟然把整个店的生意都交给这个十四岁的孩子打理。汉密尔顿将进出货、库存、收支帐款、记账结算等一系列工作做得井井有条。就是在每天看似流水的作业中，汉密尔顿学到了商业、金融、贸易的第一课，这为他今后能够出色完成第一任美国财政部长的工作打下了基础。
之后，其偶然结交的商人爱德华·史蒂文斯充当汉密尔顿的庇护人的角色。到19世纪末期，有关爱德华·史蒂文斯其实是汉密尔顿生父的说法相当流行。汉密尔顿自学成才，汉密尔顿在打工同时，大量阅读书报，对数学、法学、哲学、文学都有浓厚的兴趣，还自学了拉丁文和希腊文。他又同时在圣克罗伊岛的报纸《皇家荷属美洲公报》上频繁发表文章与诗歌。1772年8月31日，一场飓风袭卷了圣克罗伊岛及周边区域。10月，汉密尔顿写给父亲的一封描述飓风的信在《皇家荷属美洲公报》上发表，在当地引发轰动，因看重汉密尔顿的才华，圣克罗伊岛的商人们决定集资将汉密尔顿送到北美接受教育。1772年10月，汉密尔顿坐船离开圣克洛伊岛经波士顿前往纽约，之后再未回岛。

## 大学时期

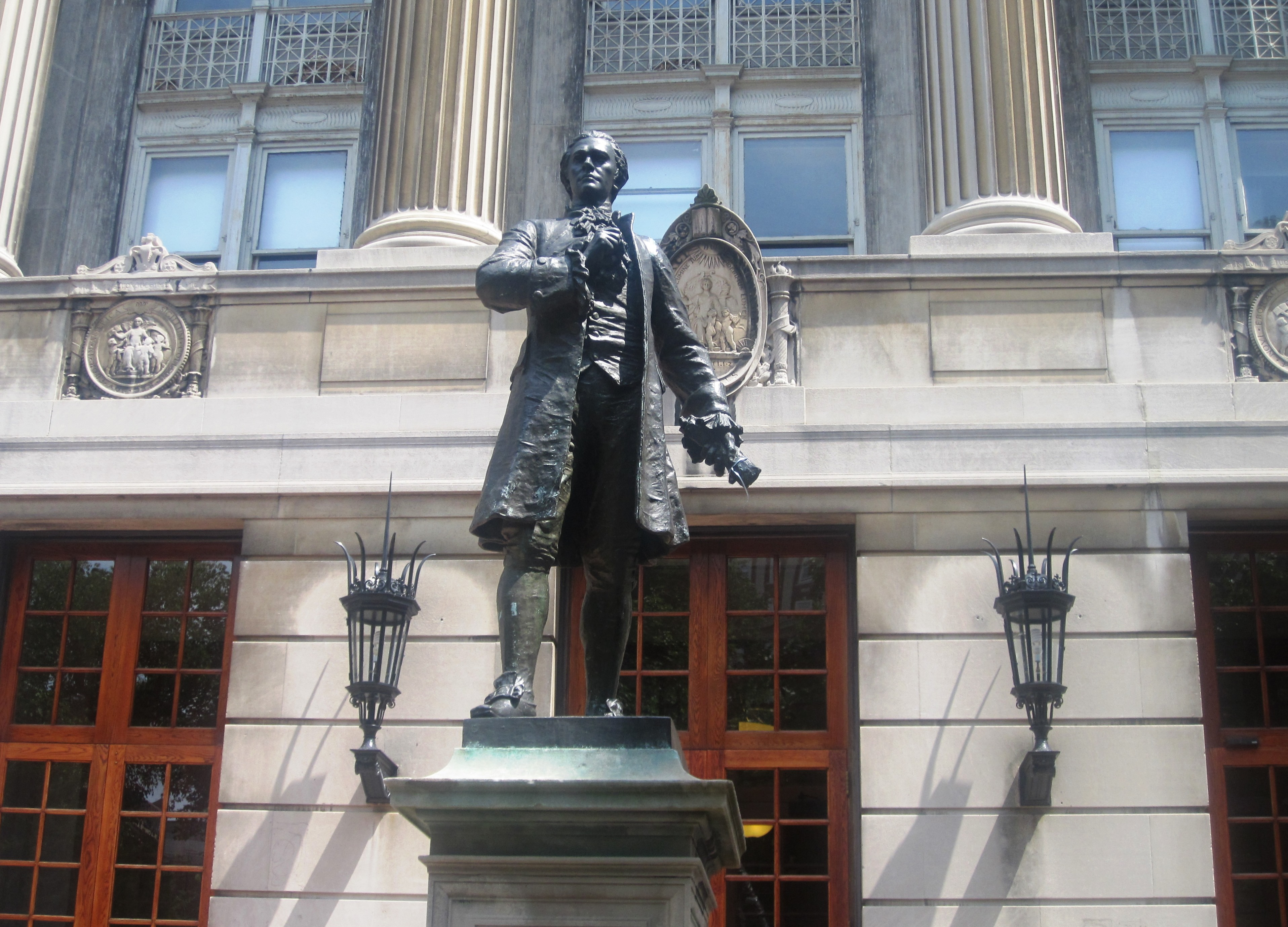
纽约哥伦比亚大学门前的汉密尔顿雕像

汉密尔顿首先来到毗邻纽约的新泽西州伊丽莎白的伊丽莎白镇学院学习，并成功进入当地的上流圈子，结交了威廉·利文斯顿和伊莱亚斯·布迪诺等名流。汉密尔顿曾经申请过普林斯顿大学的前身新泽西学院,但未被录取，之后大约在1773年年底1774年年初进入国王学院（哥伦比亚大学前身）就读。
汉密尔顿在国王学院阅读了大量的政治学和法学著作，同时还和舍友罗伯特·特鲁普一起组织了一家俱乐部，每周聚会一次交流有关写作、辩论和演讲的技巧，俱乐部的成员还有尼古拉斯·菲什等，这一俱乐部构成了汉密尔顿最初的社交圈子。
1773年12月，波士顿倾茶事件的消息传到纽约后，汉密尔顿立刻前往波士顿进行实地调查，并写成《对茶的保护和毁坏》一文发表，这是汉密尔顿发表的第一篇政论文章。1774年7月16日，自由之子在国王学院附近聚会，汉密尔顿获得演讲的机会，使其在纽约的政治圈中初露头角。之后，汉密尔顿又加入对以塞缪尔·西伯里为核心的保皇派的论战之中，并出版了自己的前两部作品《对大陆会议决定的全面辩护》 及《农夫一驳就倒》 。美国独立战争之前，汉密尔顿在国王学院度过了两年的学生生涯。

## 独立战争时期

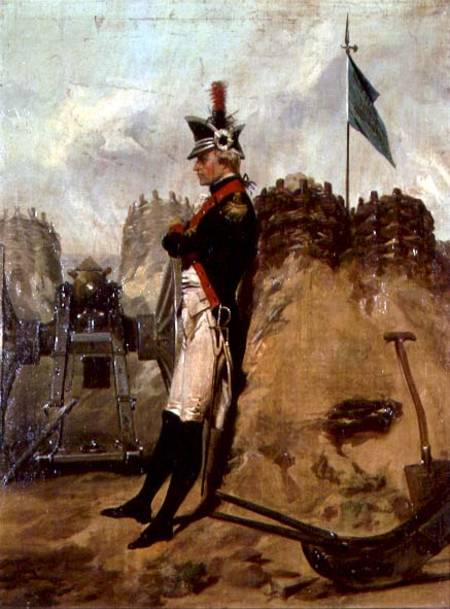
纽约战役期间身着戎装的汉密尔顿 Alonzo Chappel画作(1828–1887)

列克星敦和康科德战役爆发后，汉密尔顿决定中断学业投笔从戎。他加入到纽约青年自发组织的民兵训练之中，并参加了麦克道尔将军的队伍。同时汉密尔顿在《观察者》报纸上发表了30多篇文章支持革命。1775年8月23日，在英国军舰炮轰纽约的事件之中，汉密尔顿和同学帮助抢救出了存放在乔治要塞的24尊加农炮，这是汉密尔顿第一次亲身经历实战。并由纽约州议会任命为炮兵连上尉连长。然而这还是一个空壳部队，他是一个“光杆连长”，汉密尔顿上任后，还要负责招募士兵，汉密尔顿以其精明强干的能力，很快就从国王学院的同学中招募到了60多个士兵。组队后，他每天和士兵们在一起训练，并自掏腰包为每个战士配备了一条牛皮腰带。
他第一次吸引华盛顿的目光是在哈莱姆高地上。当时，大陆军刚刚经历基普斯湾之败，军心涣散。华盛顿巡查时，只见高地上的战士东倒西歪，没人干活。只有汉密尔顿在指挥他的炮队认真地修建工事，积极备战。华盛顿很感动，下马跟他聊起来，还邀请他去自己的营帐喝茶。在谈话中，华盛顿发现，这个年轻人不但会打仗，而且学识渊博，才智过人。在1776年12月的长岛战役中失利的华盛顿为了挽回颓势，振作士气。华盛顿决定于1776年12月圣诞节前夜強渡特拉华河，奇袭驻扎在特伦顿的黑森佣兵军团。汉密尔顿随大军撤离纽约时，就染病在身，身体处于虚弱状态，炮兵队剩下30多人，大部分火炮在战斗中被摧毁，只有两门轻便小炮还能投入使用。
汉密尔顿是在身体极虚弱的状态下，被人抬着渡过特拉华河，可是渡过河后，他又兴奋起来，指挥炮兵连轰击黑森军团军营。在这场夜袭战中，华盛顿大陆军取得了胜利。当英国军队赶来驰援时，汉密尔顿又领着炮兵队向普林斯顿的英军后卫发起了进攻，再次打了一个漂亮仗。
汉密尔顿出色的表现，得到了上级军官的欣赏，他的顶头上司诺克斯将军想请他当帐前助理，但汉密尔顿更喜欢驰骋沙场，跟在将军后面当助理不是他的追求，他拒绝了上司的邀请。后来格林将军也想请他当助理，他以同样的理由拒绝了。但是不久，华盛顿将军也来请他当助理，这一次，他实在推不掉了。原来，诺克斯和格林虽然没能请动他，但他们都在华盛顿面前竭力保举汉密尔顿，华盛顿为了保证汉密尔顿不再拒绝，给他连升两级，从上尉提成中校，而且亲笔写了邀请信。这是非常少见的，因为华盛顿的信一般都由助理代笔，他签签名而已。帐前助理的设置是华盛顿跟英军学的。当年，在“法国与印第安人的战争”中，22岁的华盛顿就是英军主将爱德华·布莱德克的帐前助理。助理有点像秘书，做很多文字工作，但也执行战场上的军事任务。
华盛顿担任总司令后，案头的事太多，比如跟大陆会议、各州、各位将军的书信往来，各种命令、会议记录，以及各种行政职责等等，面对繁忙的军事行动以及行政公务，他对大陆会议说，一定要选有才华、有理想的年轻人来给他当助理，不但替他写，还要替他想。整个战争期间，大约有35个人先后当过华盛顿的帐前助理，一般有5到6个助理同时为他工作。这些助理与华盛顿在同一张餐桌上吃饭，同一个屋檐下睡觉，被称为他的“军事家庭”，是他最亲近的人。华盛顿选助理有三个条件：一是出身绅士阶层； 二是受过高等教育；三是忠于革命，品德高尚。1777年3月，22岁的汉密尔顿成为华盛顿的帐前助理，他是这个“家庭”中唯一来自社会底层。
他的管理天才和高效率的工作，让华盛顿卸下了很多沉重的负担。在华盛顿的授权下，所有送给华盛顿的文件报告都要先经汉密尔顿的手，由他决定轻重缓急再往上报，很多时候他直接代替华盛顿发号施令。当华盛顿有了什么新想法，但还未形成刚刚连贯的思路时，汉密尔顿很快就能把它变成切实可行的措施，而且比华盛顿想得更周密。所以华盛顿视汉密尔顿为不可缺的助手，汉密尔顿提出的建议华盛顿都几乎无保留地接受，但是两个人都是火爆脾气，虽然彼此信任，但也时不常发生争执。汉密尔顿给华盛顿当了四年助理，正是这四年的耳濡目染让他从军人成长为政治家。
但是汉密尔顿也有自己的梦想。他的梦想就是驰骋沙场。他不愿总是在华盛顿身边，更不想让别人认为他的成功是靠与华盛顿的私人友谊。他本来就是炮兵军官，每天盼着重返战场。他跟华盛顿提了很多次，要出去带兵打仗，可华盛顿坚决不许，他认为汉密尔顿的笔比他的剑更有价值。所有的将军都知道汉密尔顿爱打仗，他们都愿帮他。有一次，拉法耶特带兵去罗得岛，临走前跟华盛顿要人，说想让汉密尔顿一块儿去。华盛顿一句话就断了他的念想：“我负担不起失去汉密尔顿的代价。”后来，格林将军去南方前也找华盛顿，希望把汉密尔顿派到他那里，顶替一个上校团长的空缺。华盛顿却说：我军中能冲锋陷阵的军官有很多，可汉密尔顿只有一个。你要谁都行，就是不能要他。因为在华盛顿眼里，汉密尔顿不仅是军事奇才，也是建设未来美国不可缺少的国家栋梁。他要尽其所能把这个天才护在自己的羽翼下。
1781年2月的一次小小的争吵终于让汉密尔顿下定决心离开华盛顿。吵完后，华盛顿马上派另一个助理去汉密尔顿那儿转达歉意，但汉密尔顿不愿再回头。他坚决辞去华盛顿助理的职务。华盛顿满怀惆怅地看着与他朝夕相处了四年的助理离他而去。年轻气盛的汉密尔在给朋友的信中说：“他（华盛顿）应该，哪怕只有一次，为他的坏脾气感到懊悔。”汉密尔顿离开了华盛顿，但没有离开大陆军。不久，他就开始不停地写信给他的华盛顿，要求带兵打仗。在约克镇围城战役前夕，汉密尔顿预感到这是最后一场大仗，再不参与就没有机会了。于是，他又给华盛顿送去一封信，信中附上当初大陆会议给他的中校军衔的任命书。他说：这回再不让我去，你就把任命书收回吧，我不干了。这次华盛顿终于答应了他的要求，他决定让汉密尔顿带着纽约军团南下，归拉法耶特指挥。10月14日夜，汉密尔顿带着400人悄悄地摸向英军10号据点。为防止走火，所有的枪都卸下弹药，只留刺刀。他们用斧头砍开据点的防护栏，汉密尔顿身先士卒，直入敌营，与敌人展开激烈的肉搏战。20分钟后，战斗结束。汉密尔顿出色地完成了任务，为他在独立战争期间的军旅生涯画上完美的句号。

## 联邦制宪之路

### 独立后的严峻局势
1783年9月《巴黎条約》的正式生效，结束了英国对北美十三州的殖民统治。然而刚刚从英国独立出来的这十三州的原殖民地，马上面临着巨大困境，特别是因战争产生的巨额的内债外债的负担。1783年的“美利坚合众国”还不是一个统一的国家，而是13个独立国家的松散邦联。没有统一的货币，没有统一的法律，没有常备军，没有统一的海关，没有统一的税收。这个邦联是根据1777年由大陆会议通过的《邦联条例》建立起来的。在战争期间，大陆会议用于战争的开销除了从法国举借外债之外，还仰仗各州的捐款资助。战争一结束，各州就停止了对大陆会议的财政资助。经济萧条、通货膨胀导致了大量商家、农户的破产，在国内，独立战争期间大陆议会以“打欠条”形式从民间征用了许多财产，战争结束后却无法兑现偿还，引发了社会不满；而在国际上由于美国停止支付一切借款利息，又导致美国发行的债券在欧洲市场一落千丈。华盛顿在遣散大陆军时候，面临着如何补发拖欠军饷的难题，而军队对此不满已经酝酿很长时间。有过军旅生活的汉密尔顿对此已有洞察，他在1783年2月13日写给华盛顿的信中表达了这种担忧。1783年3月15日军官们首先在纽堡酝酿一场兵变，但由于华盛顿的出面阻止而流产；接着6月又发生了数百名士兵挑起的宾夕法尼亚兵变，以至于华盛顿这次不得不派兵镇压。

### 费城制宪大会的启端——安纳波利斯会议
面对着独立战争之后美国所陷入的生存危机，汉密尔顿认为在北美十三州建立一个统一和强大的中央政府的任务已经是迫在眉睫，只有这样才能偿还内外债，重新振兴经济，使新生的美国度过危机。1786年8月马萨诸塞州发生的“谢司暴动”更使各州政界意识到了这个问题的严重紧迫性。
1786年9月由汉密尔顿牵头，在马里兰安纳波利斯召开了会议，与会者来自新泽西州、纽约州、宾夕法尼亚州、特拉华州、维吉尼亚州共12名代表，起草了举行制宪会议的会议结论，推动了费城制宪大会的召开。

### 费城制宪大会
1787年5月25日，来自12个州的55位代表聚集在费城，在当年签署《独立宣言》的宾夕法尼亚会议厅（今天的美國獨立紀念館），拉开了具有历史意义的费城制宪大会的序幕。
大会期间，各州代表们彼此之间唇枪舌剑，为了各自的利益争论不休。纽约州州长乔治·克林顿明确指示纽约州三人代表团，纽约州的权力丝毫不允许被削弱，乔治·克林顿担心一个过于强大的联邦政府会凌驾于各州权力之上而成为新的独裁政府，纽约州代表罗伯特·耶茨和约翰·兰辛与克林顿州长同调，而汉密尔顿向大会提交的旨在削弱州权力的「汉密尔顿方案」与克林顿州长的旨意和其他两人发生了冲突，7月5日罗伯特·耶茨和约翰·兰辛两个人退出了大会。7月底，代表们已经精疲力竭，很多人离开费城回家了，有些人回来了，有些人再也没出现。留下的汉密尔顿也感到很尴尬，因为他一个人没有代表性，无法投票。他一度也离开了费城。在归途中，他写信给华盛顿，表达了极度沮丧的心情，他认为由于各州政客们的自私和狭隘，费城大会注定要失败。但是在华盛顿的劝说下，汉密尔顿半路折返回费城直到大会结束。
费尽周折的制宪会议历时4个多月，经各方之间的争吵、协商和妥协，最后终于完成了宪法草案，1787年9月17日，制宪大会落下了帷幕。华盛顿第一个在宪法草案上签字，其他代表陆续签字，每个州的代表都把名字签在一起。尽管汉密尔一人无法代表纽约州，但是他在这个历史文献上写下了自己的名字。华盛顿说：“各州和汉密尔顿中校签署了宪法。”在最初参加费城会议的55位代表中，13人中途离开，3人拒绝签字，最后签名的是39人。

### 宪法大论战——《联邦党人文集》
费城制宪大会之后，北美十三各州开始讨论表决是否加入联邦。鉴于纽约州反对建立统一联邦的势力很大，为了向公众阐明美国宪法，说服纽约州公众支持组建统一的联邦国家，汉密尔顿与詹姆斯·麦迪逊、约翰·杰伊发表了历史文献——《联邦党人文集》。

### 争取纽约州加入联邦

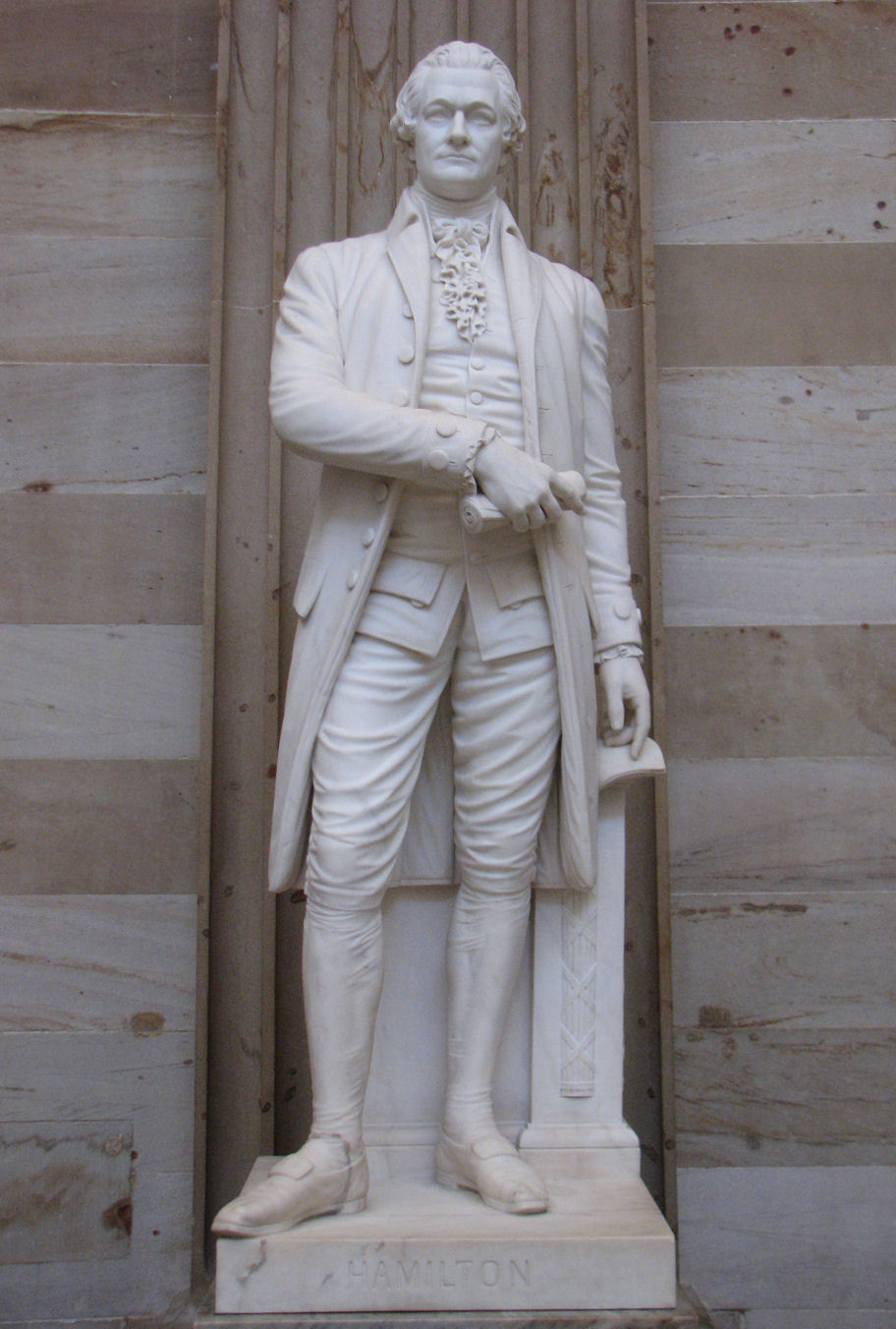
美国国会大厦圆形大厅中央的汉密尔顿塑像

围绕这是否承认新宪法和加入联邦的议题，经过“联邦党人”和“反联邦党人”之间的大辩论，对新宪法的态度纽约州和纽约市出现了分歧。纽约市和纽约州的诉求不一样。纽约市完全是工商业、银行业的利益，而纽约州绝大部分地区是自耕农的天下。新宪法对纽约州最大的影响是，联邦政府将代替州政府统一管理海关并征收进出口税。对纽约市的商人来说谁征税都一样，联邦统一管理海关可以提高效率、降低营商成本，还能提供一个统一的大市场，纽约市工商界自然而然地成为了“联邦党人”的拥戴者。但是对纽约州政府来说，没有了曼哈顿港口的关税收入，纽约州政府就失去了财政来源的支柱，这就势必迫使州政府向其他领域征税，从而触及从事农业经营者们的利益，因此纽约上州也就自然而然地支持“反联邦党人”。而德高望重的州长乔治·克林顿坚决反对组建一个大联邦，他的观点在纽约州议会上获得压倒性的支持。
1788年6月17日纽约州召开州议会，共有65位议员在这次州议会上要表决是否加入联邦。按照当时的双方的议员比列是19人（联邦党人）对46人（反联邦党人）。如果当时马上投票表决，加入联邦的议案会被否决。为了避免加入联邦的议案被否决，汉密尔顿在会议一开始就提议，对宪法逐条审议。作为亲自从头到尾亲身参加费城制宪大会，又刚刚写完《联邦党人文集》的汉密尔顿，对宪法的理解轻车熟路，加之从事律师行业，汉密尔顿能言善辩，说起话来滔滔不绝，有很大的感召力。一方面他通过不厌其烦地逐条解释新宪法，尽量争取对立方的议员扭转立场，另一方面，他也以此来拖延时间等候其他州特别是弗吉尼亚州的议会表决结果，汉密尔顿给麦迪逊一天一封信，要求麦迪逊以最快的速度传递信息。他期望其他各州顺利通过表决，对纽约州议会形成压力。
6月21日和6月25日新罕布什尔州和弗吉尼亚州分别批准了宪法。消息传来，纽约州“联邦党人”欢声雷动，汉密尔顿以此向乔治·克林顿州长表示：如果纽约州坚持不接受宪法，纽约市就要从纽约州分离出去，以独立市的身份加入联邦！经过二十多天的反复辩论以及其他州的影响，“联邦党人”代表一个一个地把“反联邦党人”代表游说过来，克林顿州长也意识到，不批准宪法已经不现实了，于是他提出了“有条件地接受宪法”。7月26日，纽约代表大会投票表决。30票赞成，27票反对（有些代表没投票），“联邦党人”以3票之差险胜，这是所有接受宪法的各州中票差最小的州之一。纽约州在接受宪法时附加了25个《权利法案》条款和35个修宪议案。“联邦党人”代表也承诺第一届国会将讨论《权利法案》。
随着美国宪法的生效，1789年3月4日，第一届美国国会正式成立。9月25日，国会通过了《权利法案》。11月21日，北卡罗来纳接受了宪法，成为第12个州。1790年5月29日，罗得岛成为第13个州。至此，最初从英国独立出去的13个北美殖民地变成了一个统一的国家，美利坚合众国的历史也翻开了新的一页。

## 第一任美国财长
1789年4月30日，乔治·华盛顿就任第一任美国总统，并开始着手组阁政府成员。新成立的美国联邦政府面临着如何偿还当时来说是天文数字的7900万美元内外债，新大陆正濒临经济崩溃的边缘。重建国家信用，创立金融体系，完善税收制度，保护自由市场，这是华盛顿政府面临的最大的挑战，对金融财政较为生疏的华盛顿来说，这个职位只能任命一个经验丰富，而且完全信赖的人选。起初，他打算任命在独立战争期间曾经对大陆军在财政方面做出巨大贡献的金融家罗伯特·莫里斯担任此职，但是莫里斯婉拒了华盛顿的邀请，转而向华盛顿举荐了汉密尔顿。
作为汉密尔顿本人来说，金融行业他并不陌生。在大陆军的时候，只要一有空闲，他就刻苦攻读欧洲人的金融学著作，还经常写信给邦联议会的财务主管罗伯特·莫里斯，向他请教经济学问题。独立战争结束后，汉密尔顿自学了三个月的法学课程就通过了律师资格考试，开始了律师行业。1784年，就在英军撤离纽约市的几个月后，汉密尔顿创建了“纽约银行”（今天的纽约梅隆银行)，他亲自制定和起草了银行的章程，它是美国历史最悠久的银行。汉密尔顿看到了纽约作为商业和金融中心的未来，他相信，新大陆的繁荣和富裕离不开高效的金融体系。纽约银行的总部在华尔街48号，汉密尔顿把家安在华尔街57号。
接到华盛顿的入阁邀请后，汉密尔顿痛快的接受了。他认为这是他施展身手，实现抱负的最佳舞台。历史学家们认为，虽然华盛顿疏于财经金融，但是任用汉密尔顿是华盛顿政府最大的成就。

### 第一份财政报告
1790年1月14日，汉密尔顿向国会提交了长达51页的《关于公共信用的报告》，这是他走马上任后提交的第一份新国家的年度财政报告。
汉密尔顿在报告中说，政府现在的债务是“自由的代价”。独立战争期间的资金来源不是靠征税，而是靠借债。其中，联邦政府的5400万负债是在国外发行的外债，2500万是各州政府向民间举借的内债。管理债务最有效的办法是设立专项资金，把固定份额的税收拨进这个账户，用这些钱按时还本付息。只有这样才能建立起良好的公共信用。有了信用，不但容易筹措到资金，借贷的成本也大大降低。政府债券在金融市场上的流通为所有的人提供了投资的机会，也为市场注入了极大的流动性，它将最终转化为财富和资本。所以，公共信用不只是经济问题，它也是政治问题和社会问题。处理得好，“公共债务就是公共福祉”。债务合同是双方在自愿和诚信的基础上签订的契约，一个成熟的政府绝不能赖账。新国家诞生之前，由于邦联没有征税权，它无力偿还外债，很多州也无力偿还内债，美国政府毫无信用。为了扭转这个局面，第一，联邦政府将以海关税收为抵押，承诺偿付所有现存公债的本金和利息。如有必要，联邦将征收“酿酒税”（“威士忌税”）。第二，联邦政府将把各州还没有还清的债务“接收”过来，统一管理，统一偿还。以上是报告的主要内容。
2月8日，众议院就此议题开始辩论。2月11日，麦迪逊发言，他表示反对汉密尔顿的第一条措施，也就是偿付债务的方法。汉密尔顿的计划很简单，那就是联邦政府向债券持有人兑现支付100%本金和利息，至于债券持有人的债券来源，政府不予问津。
因为各州的债务都是很多年前发行的，债券最原始的持有者都是普通公民，特别是那些大陆军退伍老兵。当时，各州没钱给战士们发工资，只能用债券代替现金，承诺若干年后兑现。可是战后的经济一团糟，州政府财源吃紧，无法兑现债券。很多退伍老兵的生活难以为继，人们对州政府的信用大打折扣，债券价值为此而暴跌。在这种情况下，很多老兵和其他持有人不得不以远远低于面额的价钱将债券出手，换取现金维持生活。
那些低价收购债券的投机家和银行家的这些债券持有者，他们期待政府最后能还债，联邦政府成立以后，这种投机活动变得异常活跃，有些投机家跑到偏远的农村，以低价把债券从老兵手中套出来，转手获利。麦迪逊认为：汉密尔顿的计划无疑使投机行为更猖獗，财富集中到少数人手中，这不利于社会公平。
对此，麦迪逊提出了自己的“区分”方案。他认为，投机者可以得到在汉密尔顿政策出台前债券升值的利润，但仅此而已。政策出台后的所有利润归原始持有者。简单地说，比如：一张100美元面额的债券跌到50美元时，原始持有者把它卖给了投机者。随着经济渐渐恢复，债券涨到60美元。这时，汉密尔顿的计划通过了，债券金额又回到了面额的100美元，因为政府要付100%面额。在这100美元中，60美元付给现在的持有者（投机者），因为他们拥有“合同的权利”；40美元付给原始持有者（退伍老兵），因为他们拥有“正义的权利”。
对此，汉密尔顿反驳道：第一、在各州政府无法兑现退伍老兵的薪水时，投机者从退伍军人那里廉价得到债券，在某种程度来说，解决了退伍军人的燃眉之急，但于此同时投机者们也承担成着风险。市场原则是：证券的购买者拥有获得未来一切收益的权利，政府如果对此插手干涉，就构成了对自由权和财产权的侵犯；第二、即便真要执行麦迪逊的方案，也是困难重重，因为债券在此期间，已经多次转手，即便是政府为此花了大量人力、财力也无法做到麦迪逊所主张的“正义权利”。为此，汉密尔顿的关于偿还债务方案得到了商界、银行界以及北方各州的赞同，这些利益团体成了美国建国后最初的“院外游说团”，他们向议员们不断兜售汉密尔顿的方案。2月20日，众议院投票表决麦迪逊的“区分”议案。这是联邦政府成立以来第一次对重大分歧的议案进行表决，旁听席都坐满了，连副总统夫人阿比盖尔·亚当斯也来到众议院旁听。结果，众议院以36:13否决了麦迪逊的提议，汉密尔顿在这个方案上获得了胜利。
但是汉密尔顿的联邦政府接管各州债务的议案，在4月12日遭到了众议院31:29的微弱优势否决。在麦迪逊看来，首先联邦政府接管所有的债务，意味着将全国的债务均摊到各州身上，这对南方各州，特别是弗吉尼亚这样农业大州明显不利。对战争期间的积累债务处理，各州情况不同，除了南卡罗来纳州以外，弗吉尼亚和其他南方各州在战后迅速恢复了出口农作物，很快付清了大部分债务。北方各州就不是这样了，各州都欠着巨额债务，举步维艰。而汉密尔顿的提议无异于将北方的债务转嫁到南方身上。其次，汉密尔顿的方案侧重于商业、银行业，而没有将重心放在农业方面。1790年的美国是农业国，90%的GDP来自农业，95%的人口住在农村，议员们的视野自然会面向广大的农庄，尤其是南方各州。而汉密尔顿的方案明显有利于北方各州。这次国会的交锋标示着，“国父们”虽然在建国理念上曾经志同道合，但是在治国策略上开始分道扬镳，同时也加深了农业与工商业、南方与北方、联邦与州之间的裂痕，这为后来的南北战争埋下了隐患。

### 汉密尔顿与麦迪逊的妥协
1790年6月20日，杰斐逊在他纽约的官邸为汉密尔顿和麦迪逊安排了晚宴。在晚宴上就被否决的“联邦政府接管各州债务”的议案，对立双方达成了妥协的解决方案。

### 建立中央银行

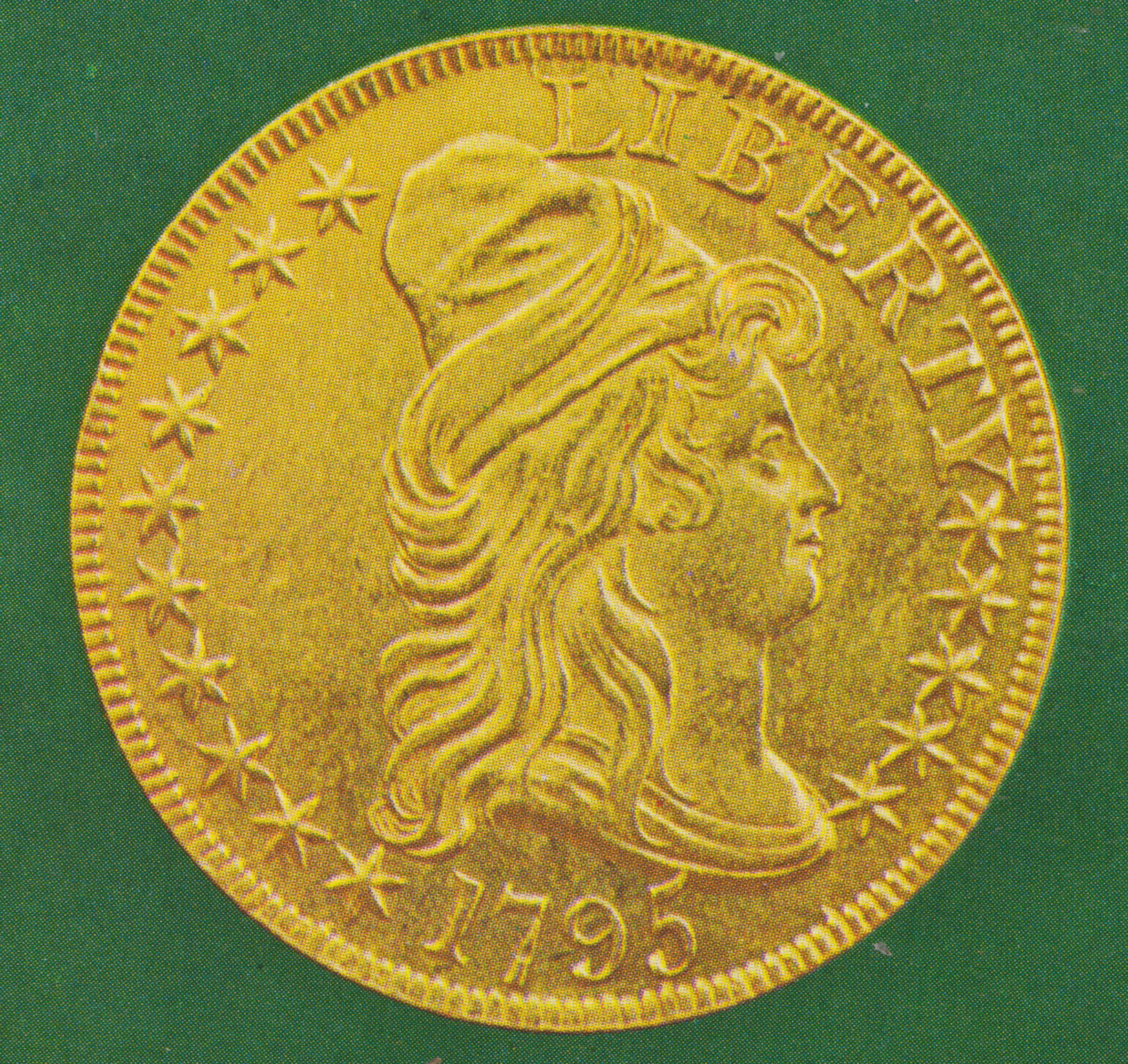
根据1792年《硬币法令》铸造的第一批美元金币

汉密尔顿出任财政部长时为新国家定了四个目标：一是提高公共信用；二是健全海关管理；三是完善税收制度；四是建立中央银行。建立公共信用的目标通过与麦迪逊的私下妥协最终得到了解决。1790年4月，他向国会提出建立海岸缉私队，也就是后来的“海岸警卫队”。8月，国会通过法案创建第一支武装缉私船队，归财政部管。这项法案堵塞了走私渠道，国家增加了关税收入；在税收方面，汉密尔顿在1790年12月要求国会通过法案，征收酿酒税（“威士忌税”），为此引起很多争议和骚乱。他专门训练税官，组织收税队伍。在一些偏远的山区，收税官员们甚至带枪收税。到1790年年底，汉密尔顿的四个目标已经有三个基本完成。
1790年12月底，汉密尔顿向国会提交了他的《关于国家银行的报告》，提出了要建立新大陆有史以来第一个相当于中央银行功能的“合众国银行”。当时，美国没有统一的货币。虽然国会创立了美元，但大家更愿用欧洲各国的货币，最受欢迎的是西班牙比索。建立中央银行的目的就是建立统一货币。汉密尔顿借鉴英国和荷兰的模式，他的设想是建立中央银行的启动资金1000万美元，政府出200万美元，通过销售银行股票从私人那里融资800万美元。他认为这种模式运作高效，虽有私人资本介入，但是政府是大股东，银行的决策以及运行都由政府执行。在汉密尔顿看来，中央银行将成为维护公共信用的工具。
在18世纪的美国，对于中央银行这个概念，很多人都对此很生疏，甚至对银行没有好感。最反对建立中央银行的三个人是：国务卿杰斐逊，众议院领袖麦迪逊，副总统亚当斯。他们认为，真正对社会贡献的是经营土地的农庄，银行除了放债吃利息之外，对社会没有任何贡献。杰斐逊和麦迪逊作为拥有奴隶的大种植园主，对商业和银行业的鄙视是发自内心的。来自马萨诸塞的亚当斯按道理应该是代表工商业利益的，但他对银行却厌恶至极。他说，银行是富人剥削穷人的把戏，是少数人压迫多数人的工具。在当时的美国，他们三人代表的是大多数“国父”的思想，也是大多数美国人的思想。在18世纪工业革命开始时，汉密尔顿是为数不多的人理解了这个划时代的革命，他看到了工业是美国的未来，而银行又是工业的血脉。从这点来说，汉密尔顿的思想要远远超前于其他人。
1791年1月20日，建立“合众国银行”的法案以压倒性多数在参议院获得通过。法案进入众议院的讨论。众议院领袖麦迪逊再一次反击，他的理由和上次阻止联邦政府接管债务时的理由一样：中央银行将以牺牲南方为代价使北方获利。而汉密尔顿则强调：中央银行是全国，不是地区性，它不仅将促进工商业，也将大大方便农业的融资。双方对建立中央银行的争论最后超出了银行金融范围，上升到了是否违宪的大是大非问题。虽然麦迪逊和汉密尔顿共同编辑《联邦党人文集》，对宪法做出了权威性的诠释。但此时的麦迪逊立场发生了一百八十度大转弯，以至于汉密尔顿不得不拿出麦迪逊自己在《联邦党人文集》第44篇里所写的《对若干州的权力的限制》其中的“必要与适当条款”来予以反击，它明确阐述道：“在法律和推理中，最清楚不过的公理是，当（政府）需要达到某种终极目标，它就应该被赋予达到这些目标所需要的手段；当政府被授予某种广泛的权力，它也就获得了所有与实施此权力相关的具体权力。”经过汉密尔顿的游说，2月8日，众议院又以39:20的优势通过了银行法案。
当议会通过的法案拿到华盛顿总统办公桌上要他签字批准时。麦迪逊以此案违宪为由，劝说华盛顿否决此案。杰斐逊也向华盛顿解释：第一，从严格的宪法含义上说，由国家资助的垄断企业和银行是对自由的侵犯，也是英式君主制的体现。第二，汉密尔顿设计的中央银行是北方工商业欺压南方种植业的工具，因为那百分之八十的私人股份绝大部分将来自北方的投机者。第三，汉密尔顿滥用“必要与适当条款”。“必要”是指“不可替代”，没它不行。但事实是，即使没有中央银行，政府照样可以收税和发行货币，只要把任务分派给靠得住的私人企业就可以了。中央银行是“方便的”和“有用的”，但不是“必要的”。第四，中央银行的设立是以牺牲公众利益为代价满足少数金融贵族的私欲，是“非正义”的。所以是违宪的。华盛顿在分别听取了麦迪逊、埃德蒙·伦道夫、特别是杰斐逊的意见之后，倾向于否决此案，但是华盛顿在做出决定之前，他告知汉密尔顿希望他能提出他自己的意见，以使他更能权衡参考。
为此2月23日汉密尔顿向华盛顿提交了13000字的报告，从各方面阐述“必要与适当条款”的含义，他反驳了杰斐逊对宪法的狭义理解，他的眼光不再只停留在银行这件事上，而是扩展到所有的公权力。他说：“对政府的定义蕴含着一个天然的原则：每一项赋予政府的权力都是至高无上的，它理应包括所有与此相关的手段。”如果杰斐逊与伦道夫的观点成立，那么，“合众国只能是一个没有主权的政治协会，或人民只能接受无政府的统治”。联邦政府不仅有权建立银行，还有权采取措施应对各种情况，而不是仅限于那些“绝对必要”的情况。人们的社会实践应该高于某些人的狭隘理论。汉密尔顿的这篇报告是对宪法的“广义解释”的代表作，被誉为“对美国宪法最天才的诠释”。
2月24日，华盛顿花了整整一天读汉密尔顿的报告，最后被汉密尔顿的报告所说服，2月25日他签署通过了银行法案。随着银行法案的生效，“第一合众国银行”诞生了，为期20年。银行开售股票的当天，短短一个小时，所有的股票售罄。

### 汉密尔顿与杰斐逊的分歧
1791年年初的银行法案催生了美国最早的两大政党，这两个政党分别以国务卿杰斐逊（民主共和党）和财政部长汉密尔顿（联邦党）为代表，从历史角度来看，他们之间的争斗与其说是党阀之争，更确切地说是如何定位美国的未来。以下是他们的分歧论点：
| 争论焦点     | 杰斐逊观点                                                     | 汉密尔顿观点                                                                         |
| ------------ | -------------------------------------------------------------- | ------------------------------------------------------------------------------------ |
| 政府结构     | 支持州权，限制联邦权力                                         | 建立强大的联邦政府，削弱州权                                                         |
| 政府形式     | 强化议会权力，立法权高于行政权                                 | 模仿英国政府，强化行政权                                                             |
| 政府规模     | 小政府                                                         | 大政府                                                                               |
| 统治阶层     | 相信大众智慧，普通人能管理好自己                               | 不相信大众判断力，国家由精英来治理                                                   |
| 对宪法的理解 | 狹义解释：联邦政府只拥有宪法明示的权力                         | 广义解释：联邦政府拥有宪法明示和暗示的权力                                           |
| 经济发展导向 | 农业立国。在国际贸易方面，以农产品作为出口主导产品，进口制成品 | 侧重发展工商业和金融业，兼与农业全面发展。在国际贸易方面，最终以工业作为出口主导产品 |
| 海关关税     | 低关税，自由贸易。                                             | 为保护本国刚起步的产业，实行适当的保护性关税                                         |
| 国内税       | 不征税                                                         | 征税                                                                                 |
| 金融制度     | 反对建立英国模式的中央银行                                     | 效仿英国金融体系，建立中央银行                                                       |
| 市场经济政策 | 完全由市场调节，政府不介入                                     | 政府可以通过货币政策和经济政策干预经济                                               |
| 外交政策     | 强化与法国的关系                                               | 修复与英国的关系                                                                     |

| 杰斐逊支持者和地区             | 汉密尔顿支持者和地区         |
| ------------------------------ | ---------------------------- |
| 农民、小业主、种植园主、拓荒者 | 工商业主、银行家、富裕阶层   |
| 南方和西部                     | 北方的新英格兰和中大西洋地区 |

### 美法关系及热内事件
独立战争时期，法国助了美国一臂之力。虽然法国是美国的盟友，但是战争结束后，华盛顿的外交目标是与英国尽快修好，这是因为美国与英国的国际贸易占了所有贸易的四分之三，而联邦政府的财政来源都靠关税。除了现实的经济利益之外，华盛顿和汉密尔顿都认为在即将到来的19世纪，英国依然是世界第一号强国，与英国保持友好关系，符合美国的长远利益。独立战争结束后，美国就向英国派出公使，希望建立两国正常关系。经过古弗尼尔·莫里斯与英国的多次谈判，英国也向美国派出了公使。
1789年法国大革命爆发后，对法国大革命的态度，以杰斐逊代表的共和党和以汉密尔顿代表的联邦党截然不同。杰斐逊对法国大革命赞不绝口，甚至亲眼目睹了巴黎街头的血腥场面后，杰斐逊仍然坚信法国革命的理想，他的一句名言是“自由之树要时不时地用殉道者和暴君的血来浇灌。”但是汉密尔顿和华盛顿却对法国大革命投以怀疑的目光。巴黎的血腥令联邦党担心美国受其影响，但是共和党仍然认为法国革命的主流是好的，暴力只是瑕疵，他们试图说服总统向法国表示更强烈的支持。反过来联邦党也劝说总统和法国保持距离。
1793年第一次反法同盟成立后，华盛顿为了避免美国“选边站”，4月19日华盛顿召集内阁会议，决定美国保持中立，大家也都同意。但是杰斐逊认为直接宣布中立有伤法国的感情，美国可以保持实际上的中立，但不要马上宣布或干脆不宣布，而是采取暧昧立场。汉密尔顿反对采取暧昧立场，而是明确地向世界表达美国的中立立场，华盛顿采纳了汉密尔顿的意见。4月22日，华盛顿总统签署了由伦道夫起草的《中立宣言》。在杰斐逊的坚持下，这篇宣言没有直接提及“中立”的字眼，但明确表示“美国将与交战双方都保持友好关系”，并禁止美国公民以任何方式参与战争。“中立”虽然是对美国最有利的选择，但是共和党人认为，华盛顿向英国屈服，背叛了共和原则。很多人说，既然宪法规定宣战权属于国会，宣布中立的权力也应该属于国会。总统未经国会同意就擅自宣布中立，属于违宪。汉密尔顿则说，立法部门有宣布战争的权力，行政部门有保卫和平的职责，这不违宪。
在这期间，法国派遣的驻美公使埃德蒙·查尔斯·热内来到美国。他一到美国，就掀起一场轩然大波。他希望美国为法国提供战争所需的金钱、食物和其他物资，还想让美国出兵骚扰英属西印度群岛和密西西比河岸的英军驻地，以减轻法国的负担。尽管华盛顿政府宣布中立，但热内在美国期间，参加各种政治聚会，公开向民众发表演说，号召人们为法国而战。他的言行得到国务卿杰斐逊的认可。杰斐逊写信给查尔斯顿的共和党人，让他们为热内提供方便。热内还鼓动很多美国人武装私人船只，到公海上拦截英国商船。一时间，美国民众也受到他的宣传鼓动影响。热内沿美国东海岸北上乘坐的船在途中遇上一艘英国商船，他居然下令劫持这艘在美国海域行驶的英国船，把它像战利品一样拖到费城。英国公使乔治·哈蒙德立刻提出抗议，指责美国违背中立原则，并威胁要采取报复措施。国务卿杰斐逊虽然不能公开支持热内，但在给门罗的信中却说：当热内的船和那艘英国船驶入港内，“码头上人群涌动，费城从来没见过这么大规模的聚会。英国旗被倒悬，法国旗高高飘扬，欢呼声不断……还有什么比这更让人激动的呢？”
与此同时，汉密尔顿和联邦党也紧紧盯着热内的一举一动。热内一开始鼓动美国人去劫英国船，汉密尔顿就密令所有海关官员严加防范，只要发现美国商船配备枪炮就立刻扣押，不许出海；如果英国船只被劫持到美国港口，它们将被送还英国。在华盛顿总统的默许下，汉密尔顿与英国公使秘密会谈，向英国重申美国的中立立场，让英国放心。杰斐逊对这种密谈很恼火，他向华盛顿抱怨说，财政部长越权，插手外交事务。但同时，他也与热内多次密谈，向他透露党争内幕。有了这些情报，热内便利用两党矛盾煽风点火，挑动大家对华盛顿的不满。热内的这一连串举动既越过了外交家的界限，也使刚刚恢复的英美正常关系再次濒临危机。为此7月14日召开的华盛顿政府的内阁会议上，在汉密尔顿的强烈要求下，内阁同意要求法国政府召回这个惹是生非的驻美公使。讽刺的是，就在这时法国又发生了雅各宾派推翻吉伦特派的政变，从属于吉伦特政府的热内成了被雅各宾派通缉的犯人，于是热内不得不要求在美国政治庇护。而汉密尔顿此时又对他伸出援手，劝说总统接受热内的政治避难的请求。最后热内终生留在了美国。
热内事件后，作为国务卿的杰斐逊感到他所主持的外交事务，被汉密尔顿越俎代庖，他本人在外交政策上与华盛顿截然不同的理念，使他在内阁无法再继续干下去，他于1793年底向华盛顿递交了辞呈。

### 威士忌暴乱
为了清还独立战争中欠下的债务，增加预算收入，国会于1791年3月通过《国产酒税法案》，这个法案触及了西部农民的利益，因而引发了西部农民的不满和大规模的抗税运动，抗税运动于1794年达到了高潮，并导致了暴动。以至于华盛顿不得不亲自领兵前往镇压，汉密尔顿以军队顾问身份参与了这次的军事行动。

### 卸任财长
1794年12月在协助华盛顿总统平息威士忌暴乱之后，汉密尔顿回到了费城。此时汉密尔顿的权力达到顶峰，政敌杰斐逊离开了内阁，华盛顿总统在内政、外交、军事上的重大决策几乎都离不开他，然而1795年1月，他却向华盛顿提出了辞职。这让包括华盛顿在内的很多人感到意外。
关于他的辞职，说法不一，有人说是因为他厌倦了政治漩涡，因为他的逞强好胜以及桀骜不驯的性格使他树立了不少政敌；有人说，在他在平息威士忌暴乱期间，妻子因担心过度而流产，他很内疚，决心回归家庭；也有人说因为财政部长工资太低，他无法承担生活的重负，还是回去当律师有更高的经济收入。在担任财长期间，只有华盛顿鼎立支持他，尽管很多人对此颇有微词，但是在华盛顿面前，人们不得不遵从这位德高望重的国父。尽管华盛顿竭力挽留，然而他的辞意已决。接受了辞职的华盛顿在给汉密尔顿的信中写道：“在我与你一起经历的所有事件中，你从没让我失望过。你的才华、 人品和忠诚让我坚信我对你的信任没有错。我真诚地祝福你的退休生活富裕美满。”
汉密尔顿离开了内阁，但在政坛上仍有拥有巨大的影响力，华盛顿遇到重大问题时依然向他请教，他也为华盛顿继续出谋划策。

### 雷诺兹丑闻
1791年，作为在任财长的汉密尔顿与一位23岁的有夫之妇玛丽亚·雷诺兹发生了婚外情。起因是这位与汉密尔顿素不相识的妇人找上门来，诉说因遭受丈夫家暴，想回纽约但身无分文，因此想求这位政坛名人予以帮忙，于是汉密尔顿去她的寓所，给了她盘缠路费。在那里两人发生了关系，两个人的这段婚外情持续了九个月之久。后来玛丽亚·雷诺兹的丈夫詹姆斯·雷诺兹（James Reynolds）突然露面，以汉密尔顿破坏其家庭作为要挟（也有说这是夫妇两人设的圈套）。他要求汉密尔顿答应他三个条件。第一、要汉密尔顿在政府里面给他一个职位；第二、要汉密尔顿透露中央银行股票的合理价格区间；第三、赔偿钱财。汉密尔顿拒绝了前两条，只拿出一笔钱了断此事。
1792年11月，詹姆斯·雷诺兹和同伙雅各布·克林曼（Jacob Clingman）冒充参加独立战争已故老兵的遗嘱执行人，骗取政府的补发薪水而被捕入狱。由于雷诺兹握有汉密尔顿用钱摆平性丑闻的把柄，所以想以此作为交换条件而得到获释。克林曼联系上了他的前雇主、国会议员弗里德里克·米伦伯格，声称雷诺兹与汉密尔顿参与了非法活动。得到了消息后，作为联邦党政治对手的民主共和党议员的弗里德里克·米伦伯格决定进行调查。他和另外两位民主共和党议员亚伯拉罕·维纳布尔（众议员）和詹姆斯·门罗（参议员）先是去监狱面见了雷诺兹，之后又去玛丽亚家，12月19日他们来到汉密尔顿家。他们表示说受国会之托来核实这件事。汉密尔顿也没隐瞒，把他与玛丽亚的婚外情和盘托出，并出示一些玛丽亚和她丈夫给他的信。三位议员表示只是想核查财政部长给雷诺兹那笔钱是否挪用公款，他的私生活不是他们调查的内容，他们没有发现财政部的账务有什么问题。于是要求把玛丽亚那些信件拿去做一份复印件存档，门罗还做出了保证说，这些信件除了让华盛顿过目以外不会向其他人泄露。取走了复印件的门罗最后却将信件拿给杰斐逊看，虽然杰斐逊是汉密尔顿的政敌，但他还是压下了这些信件，在汉密尔顿任职财长期间，这件丑闻没有被公开披露。
然而，1797年夏天，民主共和党报纸《曙光报》撰稿人詹姆斯·T·卡伦德发表了“1796年美国历史”的一篇文章，以汉密尔顿提供的资料为依据，指控詹姆斯·雷诺兹是汉密尔顿的代理人，消息一出，舆论哗然。《曙光报》撰稿人卡伦德以前曾担任《宾州公报》的国会记者，后来失去了工作，而且欠了一身债，杰斐逊帮助他在《曙光报》（The Aurora）得到一个职位，并在数年内陆续给他提供资金帮助，于是他专门为民主共和党撰写文章抨击联邦党，杰斐逊深知报刊媒体对社会舆论的影响作用，因而放任卡伦德对联邦党的攻击。报刊登出消息之后，7月5日汉密尔顿写信给三位上门调查的当事人要求核实此事，除门罗以外其他两人都表示没有向外界泄露汉密尔顿的这个隐私。汉密尔顿随后在发表的一本长达100页被称为“雷诺兹小册子”（The Reynolds Pamphlet）中详细阐述了这一事情的经过。汉密尔顿的妻子伊丽莎白虽然原谅了丈夫，但是汉密尔顿的名望却为此受到重创，这也是美国历史上第一个有关政界的性丑闻。

## 出任陆军统帅

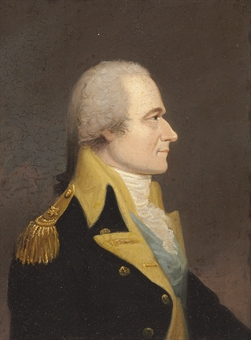
擔任陸軍統帥時期的漢密爾頓

美法关系在法国大革命之后特别是在第一次反法同盟成立期间，因华盛顿政府宣布中立政策而发生了改变。法国热月政变后，新上台的督政府在与美国外交代表团谈判时发生的XYZ事件在美国国会曝光，美国舆论的亲法立场发生了逆转。随后两国在海上相互劫持对方的商船而爆发了海上冲突，为此1798年7月美国国会宣布废除《美法同盟条约》。
为应付法国可能对美国的侵入，国会决定成立一支一万人规模的临时陆军。第二任总统约翰·亚当斯邀请华盛顿担任陆军最高统帅，已经告老还乡的华盛顿无意再度出山，对亚当斯总统的邀请，华盛顿开出了由汉密尔顿以总督察的身份担任他的副手，并授予汉密尔顿少将军衔这一条件。由于华盛顿年事已高，赋予汉密尔顿这个职位，实际就是让他全盘统领陆军。作为一向大力支持汉密尔顿的华盛顿，也希望以此给因雷诺兹丑闻而灰头土脸的汉密尔顿在政坛上一个东山再起的机会。此时的亚当斯与汉密尔顿已经产生芥蒂，他并不想让汉密尔顿介入，但是由于华盛顿的强力要求，亚当斯只好答应。
1799年12月华盛顿去世，成为陆军最高统帅的汉密尔顿，为了陆军的组军运转，汉密尔顿给多位国会议员写信，希望开征多种税源。在对待法国的态度上，汉密尔顿积极备战。并建议如果与法国爆发全面战争，美国军队应该占领法国的盟国西班牙所属的北美殖民地佛罗里达；而亚当斯则是尽力想回避战争，当他通过外交渠道得知法国并不想与美国全面开战的訊息后，重新开启与法国的谈判。随着与法国谈判的进展顺利并最终签署莫特方丹条约，亚当斯总统认为陆军已经没有必要，在他的推动下，美国国会于1800年6月通过了解散陆军的决定，1800年6月15日汉密尔顿也由此结束了他的军队生涯。

## 1800年大选
亚当斯总统在解散陆军过程中，遭到了效忠于汉密尔顿的蒂莫西·皮克林国务卿和詹姆斯·麦克亨利战争部长的抵制，亚当斯在1800年5月解除了他们二人的职务，因此汉密尔顿与亚当斯关系变得愈加疏远，并导致联邦党最终解散。而亚当斯也在1800总统大选中败给了杰斐逊。

## 决斗身亡
1804年美国总统选举前夕，汉密尔顿反对伯尔参选，伯尔向他下战书，要与之决斗；在决斗中，汉密尔顿身受重伤，于次日身亡。

## 汉密尔顿的精神遗产
在美国建国国父们当中，和那些“贵族”国父们相比，汉密尔顿出身低下贫寒，但他却是最年富力强，最有才华，对美国建国贡献最大的人。
除了他亲身参加独立战争之外，他贡献的最大亮点是：首先、在独立战争结束后，为使彼此松散的北美十三州更加紧密联合在一起，他率先倡议重组一个统一的新国家，并通过具有历史意义的“安纳波利斯会议”开启了通往联邦制宪之路；其次、在费城制宪大会，他与其他国父们一同缔造了人类历史上第一部成文宪法和第一个现代联邦制共和国。之后又以《联邦党人文集》这个划时代的历史文献诠释了这个美国立国的根本大法，为立国打下框架；第三、在入阁第一届华盛顿政府后，他用五年的时间设计了美国的金融制度和经济体系，定义了联邦政府的职权。如果他没有入阁政府，美国或许长期徘徊在农业社会时代，是汉密尔顿为美国打开了通往现代工商业的大门，使这个新生国家在刚刚开始学走路的时候就迈进了现代社会。
在宪政以及法制方面，他认为英国传统的宪政体系和法律系统值得美国继承发扬，但是在经济领域上，他又不全盘照抄让“看不见的上帝之手”去主导经济的英国传统模式，而是开创了以国家行政权力的强力干预达到发展经济的崭新模式。这个模式不但使新生的美国快速起飞，而且也影响了整个世界。无论是19世纪后半期的德国，还是20世纪二战后的日本、韩国，这些国家所采用的经济政策，都能看到汉密尔顿经济学模式的烙印。在建国后的二百多年中，美国政府时而采用“大政府政策”，时而采用“小政府政策”，汉密尔顿主义始终是美国决策者的一个选项，无论是大萧条后的罗斯福新政，还是美苏冷战时代的太空发展计划，都体现出了汉密尔顿主义的精神。
汉密尔顿也是最充满争议的人物，这可能和后来当政的民主共和党一直贬低他有关，他的强势、直率、桀骜不驯为他树立了不少政敌，2011年度普利策奖得主罗恩·切尔诺在他2004年出版的《汉密尔顿传记》中这样描述道：“这位精力旺盛、才华横溢、却颇受非议的国父塑造了这个新生国家。”
- 《从美国建国初期三份国事报告看汉密尔顿的贡献》（页面存档备份，存于）

## 后世对汉密尔顿的纪念

### 货币和邮票

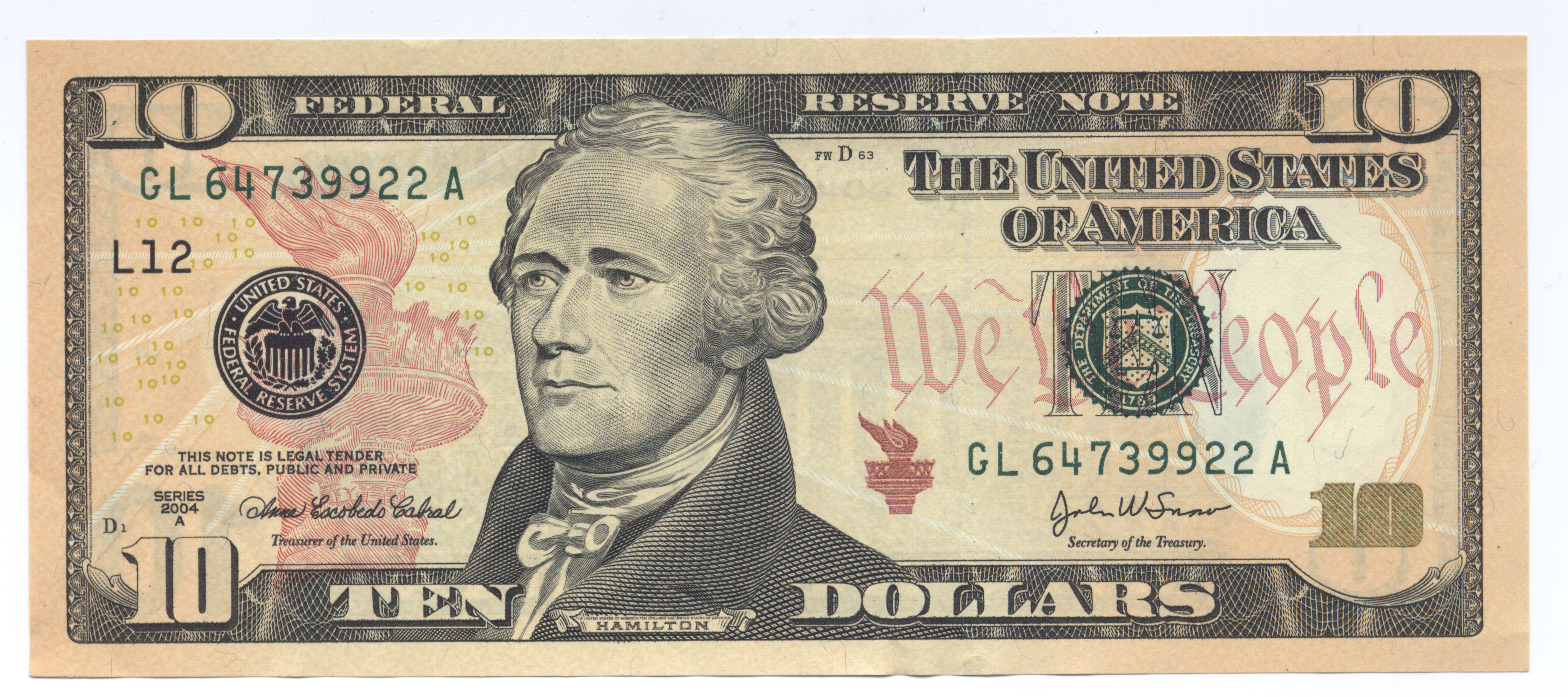
10美元正面头像
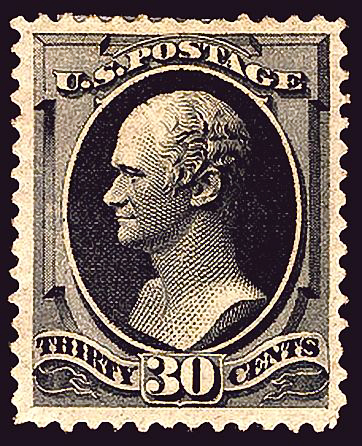
1870年发行
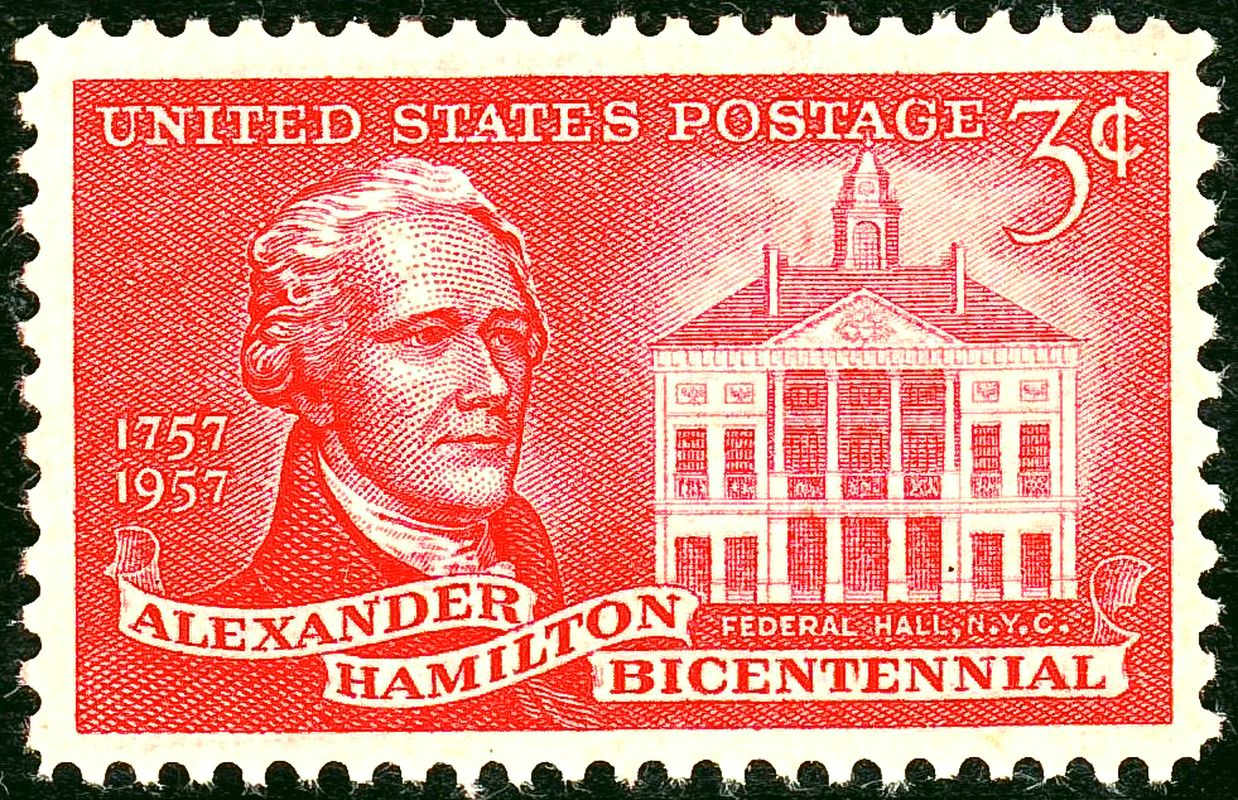
1957年发行

### 地名
美國有九個州有名為漢密爾頓縣的行政單位。以下的縣名紀念首任財政部長亞歷山大·漢密爾頓：
- 漢密爾頓縣 (佛羅里達州)
- 漢密爾頓縣 (伊利諾伊州)
- 漢密爾頓縣 (印地安納州)
- 漢密爾頓縣 (堪薩斯州)
- 漢密爾頓縣 (內布拉斯加州)
- 漢密爾頓縣 (紐約州)
- 漢密爾頓縣 (俄亥俄州)
- 漢密爾頓縣 (田納西州)

### 建筑物命名
- 1907年于纽约落成的美国海关大楼被命名为“汉密尔顿海关大楼”，该建筑主体现为美国国家印第安人博物馆的分馆
- 树有汉密尔顿雕像的汉密尔顿母校哥伦比亚大学的汉密尔顿大楼（英语：Hamilton Hall (Columbia University)）是该校标志性建筑之一。
- 马萨诸塞州塞勒姆的汉密尔顿大楼（英语：Hamilton Hall (Salem, Massachusetts)），是19世纪初期当地的联邦党人用于集会的场所，现为美国历史名胜。

### 文化艺术
- 2015年林-曼努尔·米兰达根据罗恩·切尔诺所写的《汉密尔顿传记》，创作了音乐剧《汉密尔顿》，演出后获得了巨大成功。

## 延伸閱讀
- 《美国的故事》作者：毕蓝。九州出版社（2017年）

| 官衔                         | 官衔                                     | 官衔                         |
| ---------------------------- | ---------------------------------------- | ---------------------------- |
| 前任者： 新职位              | 美国财政部 总统：乔治·华盛顿 1789–1795   | 繼任者： 小奥利弗·沃尔科特   |
| 军职                         |                                          |                              |
| 前任： 乔治·华盛顿           | 美国陆军高级军官 1799–1800               | 繼任： 詹姆斯·威爾金森       |
| 前任： 托馬斯·H·庫欣（代行） | 美国陆军总监 1798年7月18日-1800年6月15日 | 繼任： 托馬斯·H·庫欣（代行） |